# Dream Factory
Pour les articles homonymes, voir Dream Factory.
Dream Factory devait être à l'origine le neuvième album de Prince et le quatrième en collaboration avec les membres de son groupe The Revolution. Il existe trois configurations connues de l’album, la chanson titre a été enregistrée en décembre 1985, mais Prince n’avait alors rien décidé sur l’album, car il ne savait pas ce qu'il ferait après Parade, qui n’était pas encore sorti. En janvier 1986, Prince poursuit son travail et enregistre d'autres chansons.
À la mi-juin, Prince envisageait de travailler les chansons sur une comédie musicale à Broadway, appelée Dream Factory et The Dawn, mais la comédie musicale a finalement été abandonnée.
En raison de tensions internes puis de la dissolution du groupe, le projet d'album a été abandonné alors que sa production était pratiquement terminé.

## Genèse
À la mi-mars 1986, alors que Prince construisait le studio Paisley Park studio, The Revolution est venu tester l’installation. Ils ont d’enregistrer « Power Fantastic », une chanson basée sur une composition de Lisa Coleman appelée « Carousel ». Elle hésitait à partager l’idée, selon Rogers, elle et Wendy y songeaient peut-être pour un projet solo, mais après des semaines en cajolerie avec Prince, elle l’avait finalement laissé travailler dessus. Utilisant une mélodie chorale, il a arrangé une pièce de jazz pleine de 
majesté sombre qui a évoquait Kind Of Blue de Miles Davis. Au début de la séance, Rogers a découvert que le studio était à court d’une paire d’écouteurs et a conclu que la seule personne qui pouvait s’en passer était elle-même. Comme Prince chantait dans la salle de contrôle, les haut-parleurs principaux devaient être éteints afin que la lecture ne soit pas captée par son microphone. Prince préférait vocaliser seul, mais permit à Rogers de rester afin qu’elle puisse suivre l’évolution de la chanson. Il chantait dans une chambre, le dos tourné. Pendant que le groupe jouait, Rogers n’entendait que le falsetto vocal de Prince, désincarné du reste de la chanson. C’était l’une des expériences les plus intimes de sa carrière ; elle se sentait au centre même de la création artistique.

## Production
Même avec l’éclosion de dernière minute d’une nouvelle introduction par Prince, le groupe a réussi « Power Fantastic » en une seule prise. Eric Leeds, qui jouait de la flûte en solo, est sorti du studio avec la chair de poule. « C’est l’une des plus grandes choses que nous ayons jamais faites. » a-t-il remarqué- ; personne n’était en désaccord. 
« Power Fantastic » devait être l’une des pierres angulaires du prochain projet de Prince : The Dream Factory. Pour le moment du moins, il avait décidé de poursuivre et même d’amplifier l’ambiance collaborative de Parade. Comme le travail a commencé, il a laissé tout le monde s’étirer un peu. Il a composé la ballade « A Place In Heaven » comme une berceuse pour que Lisa chante et a pris une journée de congé pendant qu’elle terminait le chant toute seule. Quand Lisa a composé une pièce pour piano solo, intitulée "Visions", Prince a surpris tout le monde en la présentant comme la séquence d’ouverture de The Dream Factory.
Deux chansons pop décalées : "Teacher, Teacher" et "It’s A Wonderful Day", incluaient des contributions importantes de Wendy et Lisa. « In A Large Room With No Light », un morceau de jazz-fusion dense et condensé, enregistré en direct par la majeure partie de The Revolution et la batterie par Sheila E, que Prince a préféré à Rivkin pour des numéros aussi complexes. Susannah a été chargé de la pochette de l’album, qui avait un look fait maison et comprenait des contributions de tous les membres du groupe, avec chaque membre griffonnant des images et des mots qui apparaîtraient sur la couverture avant ou arrière.
Alors que les travaux se poursuivaient sur The Dream Factory au printemps 1986, l’atmosphère joviale et collaborative qui avait d’abord entouré le projet s’est progressivement dissipée. Prince a apporté unilatéralement des changements à The Dream  Factory, remplaçant les efforts de collaboration (y compris « Power Fantastic », « A Wonderful Day » et « Teacher, Teacher ») par des compositions en solo. Lorsqu’il a disparu sur la côte Ouest après avoir demandé à Wendy, Lisa et Susannah de terminer la chanson « Witness For The Prosecution », l’atmosphère dans le studio s’est soudainement rempli d’oxygène. À son retour, les combats se poursuivent, particulièrement avec Wendy ; selon Susan Rogers, les querelles entre le leader du groupe et la guitariste sont « hebdomadaires, voire quotidiennes » il semblait que son idée de faire de The Dream Factory un projet véritablement axé sur le groupe était simplement devenu un autre caprice de courte durée.
Le 7 octobre 1986, Prince congédie Wendy, Lisa et Rivkin, Mark Brown étant déjà parti. Il annula la sortie de The Dream Factory et laissa de côté d’autres chansons qu’il avait développés avec Revolution, sans doute les plus créatives. La plupart de cette musique restera inédite jusqu'à la ré-édition de Sign O The Times en 2020.

## Epitaphe
Des copies complètes de la version finale masterisée de The Dream Factory seront disponibles sur le marché de la contrebande (au grand dam de Prince). Si le disque avait été officiellement sorti, il aurait pu être accueilli avec encore plus de ferveur critique que Sign O’The Times, l’album qui l’a supplanté. (Les deux disques partagent plusieurs titres en commun.) The Dream Factory est l’album le plus loufoque, le plus éclectique de Prince, et montre qu’il continue à jouer un rôle remarquablement inventif pour une star de la pop.
Après "Visions." de Lisa au piano réfléchissant instrumental, l’album se lance dans la piste titre, une tranche de funk-rock rauque avec de multiples morceaux vocaux de Prince, certains accélérés, d’autres ralentis. L’album comprend des hybrides de blues et de psychédélique (« Strange Relationship » et « Train ») ; complexe, une composition semblable à une suite avec pas moins de vingt-quatre sections musicales distinctes (« Crystal Ball »); une valse en 3/4 fois (« A Place In Heaven »); et un numéro de rock ressemblant aux Rolling Stones (« Witness For The Prosecution »). La dernière pièce, « All My Dreams », est l’équivalent sonore d’une journée à Disneyland, avec des orgues carnavalesques, toutes sortes de voix et d’effets sonores traités électroniquement, et des références à Cap’n Crunch et aux sous-marins. Peut-être le plus surprenant est que The Dream Factory reste cohérent malgré sa diversité ; si sa portée musicale rappelle l’Album Blanc des Beatles, c’est une œuvre plus unifiée. Aussi brillant que Sign O' The Times, The Dream Factory est tout aussi impressionnant, et son abandon a été l’une des nombreuses conséquences malheureuses de la fin de The Revolution.

## Liste des titres
La production oscillait entre collaboration et conflit : trois versions différentes ont été réalisés avant l'abandon pur et simple du projet.
Version du 22 avril 1986
| No  | Titre                        | Durée |
| --- | ---------------------------- | ----- |
| 1.  | Visions                      | 2:19  |
| 2.  | Dream Factory                | 3:06  |
| 3.  | Wonderful Day                | 3:47  |
| 4.  | The Ballad of Dorothy Parker | 4:04  |
| 5.  | Big Tall Wall                | 5:58  |
| 6.  | And That Says What?          | 1:50  |
| 7.  | Strange Relationship         | 4:04  |
| 8.  | Teacher, Teacher             | 3:07  |
| 9.  | Starfish And Coffee          | 2:51  |
| 10. | A Place In Heaven            | 2:45  |
| 11. | Sexual Suicide               | 3:39  |

Version du 3 juin 1986
| 1.  | Visions                       | 2:19 |
| 2.  | Dream Factory                 | 3:06 |
| 3.  | Wonderful Day                 | 3:47 |
| 4.  | The Ballad of Dorothy Parker  | 4:04 |
| 5.  | It                            | 5:10 |
| 6.  | Strange Relationship          | 4:04 |
| 7.  | Teacher, Teacher              | 3:07 |
| 8.  | Starfish And Coffee           | 2:51 |
| 9.  | Colors                        | 1:01 |
| 10. | In A Large Room With No Light | 3:27 |
| 11. | Nevaeh Ni Ecalp A             | 2:33 |
| 12. | Sexual Suicide                | 3:39 |

| 13. | Crystal Ball              | 3:29 |
| 14. | Power Fantastic           | 7:18 |
| 15. | Last Heart                | 3:00 |
| 16. | Witness 4 The Prosecution | 5:03 |
| 17. | Movie Star                | 4:25 |
| 18. | A Place In Heaven         | 2:45 |
| 19. | All My Dreams             | 7:23 |

Version du 18 juillet 1986
| 1.  | Visions                                  | 2:19 |
| 2.  | Dream Factory                            | 3:06 |
| 3.  | Train                                    | 4:22 |
| 4.  | The Ballad of Dorothy Parker             | 4:04 |
| 5.  | It                                       | 5:10 |
| 6.  | Strange Relationship                     | 4:04 |
| 7.  | Starfish And Coffee                      | 2:51 |
| 8.  | Colors                                   | 1:01 |
| 9.  | Slow Love                                | 4:18 |
| 10. | I Could Never Take The Place Of Your Man | 6:31 |

| 11. | Sign O’ The Times         | 5:02 |
| 12. | A Place In Heaven         | 2:45 |
| 13. | Crystal Ball              | 3:29 |
| 14. | The Cross                 | 4:46 |
| 15. | Last Heart                | 3:00 |
| 16. | Witness 4 The Prosecution | 5:03 |
| 17. | Movie Star                | 4:25 |
| 18. | All My Dreams             | 7:23 |